# Ciklični AMP receptori
Ciklični AMP receptori kod buđi iz mulja su distinktna familija G protein spregnutih receptora. Ovi receptori kontrolišu razvoj kod Dictyostelium discoideum.
Ciklični AMP receptori koordiniraju agregaciju individualnih ćelija u multićelijski organizam, i regulišu izražavanje velikog broja razvojno-regulisanih gena. Aminokiselinske sekvence ovih receptora sadrže visok udeo hidrofobnih ostataka grupisanih u 7 domena, u maniru sličnom rodopsinima i drugim receptorima za koje se smatra da interaguju sa G-proteinima. Međutim, mada je sličan 3D okvir bio predložen kao objašnjenje, nema značajne sličnosti sekvenci između tih familija; cAMP receptori na taj način imaju svoj jedinstven '7TM' potpis.

## Literatura
1. ↑  Devreotes PN, Kimmel AR, Johnson RL, Klein PS, Sun TJ, Saxe III CL (1988). „A chemoattractant receptor controls development in Dictyostelium discoideum”. Science. 241 (4872): 1467—1472. PMID 3047871. doi:10.1126/science.3047871.
2. ↑  Ginsburg GT, Louis JM, Johnson R, Devreotes PN, Kimmel AR, Saxe III CL (1993). „CAR2, a prestalk cAMP receptor required for normal tip formation and late development of Dictyostelium discoideum”. Genes Dev. 7 (2): 262—272. PMID 8436297. doi:10.1101/gad.7.2.262.
3. ↑  Devreotes PN, Kimmel AR, Johnson RL, Gollop R, Saxe III CL (1993). „Identification and targeted gene disruption of cAR3, a cAMP receptor subtype expressed during multicellular stages of Dictyostelium development”. Genes Dev. 7 (2): 273—282. PMID 8382181. doi:10.1101/gad.7.2.273.